# 磐城村
磐城村（いわきむら）は奈良県北西部、北葛城郡に属していた村。現在の葛城市北部、近鉄南大阪線磐城駅・尺土駅周辺にあたる。

## 歴史
- 1889年（明治22年）4月1日 - 町村制の施行により、竹之内村、長尾村、今市村、兵家村、太田村、大畠村、八川村、木戸村が合併して葛下郡磐城村が発足。
- 1897年（明治30年）4月1日 - 所属郡を北葛城郡に変更。
- 1956年（昭和31年）4月1日 - （旧）當麻村と合併して當麻村が発足。同日磐城村廃止。

## 交通

### 鉄道路線
- 近畿日本鉄道
  - 南大阪線
    - 磐城駅 - 尺土駅

### 道路
- 国道166号
- 国道168号